# FK 파르티잔
FK 파르티잔(세르비아어: ФК Партизан, 영어: FK Partizan)은 베오그라드에 본사를 둔 세르비아의 프로 축구 클럽이다. 이 클럽은 JSD 파르티잔 멀티 스포츠 클럽의 주요 부분을 차지하고 있다. 이 클럽은 세르비아 수페르리가에서 활동하며 유고슬라비아와 세르비아 축구의 최상위 리그에서 역사를 보내며 총 46개의 공식 트로피를 획득했으며, 유고슬라비아 1부 리그 역대 2위를 차지했다. 홈구장은 스타디온 파르티자나으로, 1949년부터 팀이 경기를 치르고 있다. 파르티잔은 1955년 9월 4일, 첫 번째 유럽 챔피언스컵 경기에 출전한 기록과 1966년 동남유럽 클럽 최초로 유럽 챔피언스컵 결승에 진출한 기록 등을 보유하고 있다. 파르티잔은 세르비아 클럽 최초로 UEFA 챔피언스리그 조별 리그에 출전한 클럽이다.
이 클럽은 츠르베나 즈베즈다와 오랜 라이벌 관계를 맺고 있다. 이 두 클럽 간의 경기는 영원한 더비로 알려져 있으며, 세계에서 가장 위대한 도시 간 충돌 중 하나로 평가받고 있다.

## 우승 경력

### 국내 대회
- 리그 챔피언 (총 27회)
  - 구 유고슬라비아 리그 우승(11회) : 1947, 1949, 1961, 1962, 1963, 1965, 1976, 1978, 1983, 1986, 1987
  - 신 유고슬라비아 리그 우승(8회) : 1993, 1994, 1996, 1997, 1999, 2002, 2003, 2005
  - 세르비아 수페르리가 우승(8회) : 2007–08, 2008–09, 2009–10, 2010–11, 2011–12, 2012–13, 2014–15, 2016–17

- FA컵 대회 우승 (총 16회)
  - 구 유고슬라비아 컵 우승(6회) : 1947, 1952, 1954, 1957, 1989, 1992
  - 신 유고슬라비아 컵 우승(3회) : 1994, 1998, 2001
  - 세르비아 컵 우승(7회) : 2007–08, 2008–09, 2010–11, 2015–16, 2016–17, 2017–18, 2018-19

### 국제 대회
- 미트로파컵 우승: 1978
- 유러피언컵 / UEFA 챔피언스리그 준우승: 1966

## 선수 명단

### 현역
참고: FIFA 자격 규정에 따라 소속된 국가대표팀 국기를 표시합니다. 선수는 복수의 FIFA 비회원국 국적을 가지고 있을 수 있습니다.
| 번호 | 포지션 | 국적         | 이름              |
| ---- | ------ | ------------ | ----------------- |
| 4    | DF     | 슬로베니아   | 마리오 유르체비치 |
| 10   | MF     | 이스라엘     | 비브라스 나트호   |
| 21   | DF     | 북마케도니아 | 보잔 디모스키     |
| 25   | DF     |              | 나단 드 메디나    |
| 39   | MF     | 가나         | 이브라힘 주바이루 |

| 번호 | 포지션 | 국적 | 이름   |
| ---- | ------ | ---- | ------ |
| 77   | MF     |      | 고영준 |

## 역대 감독
| 감독                | 임기        |
| ------------------- | ----------- |
| 스체판 보베크       | 1960 ~ 1963 |
| 스체판 보베크       | 1967 ~ 1969 |
| 밀로시 밀루티노비치 | 1982 ~ 1984 |
| 밀로시 밀루티노비치 | 1990 ~ 1991 |
| 이비차 오심         | 1991 ~ 1992 |
| 슬라비샤 요카노비치 | 2007 ~ 2009 |
| 사보 밀로셰비치     | 2019 ~ 2020 |